# Эс-Сарафия
Эс-Сара́фия  (араб. جسر الصرافية‎) — автомобильный мост через реку Тигр, главный в столице Ирака — Багдаде.

## История
Мост был построен в 1940-х или 1950-х годах и объединяет два северных района Багдада: Вазирия и Ютафия.
В 1991 году в результате американских бомбардировок мост был повреждён, 12 апреля 2007 года рухнул. Информационное агентство Associated Press со ссылкой на полицию и свидетелей из числа местных жителей сообщило, что причиной обрушения стал взрыв начинённого взрывчаткой грузовика, управляемого смертником. В распространённой тогда же официальной сводке сообщалось о 10 погибших и 26 раненых в результате катастрофы. Полицией была оказана помощь по крайней мере 20 водителям и пассажирам, чьи машины оказались выброшены в воду в результате обрушения моста.
Реконструкция моста заняла год и два месяца, и 27 мая 2008 года премьер-министр Ирака Нури аль-Малики открыл его.

## Галерея
- Вид моста после обрушения в апреле 2007 г.